# تولگابید
تولگابید (انگلیسی: Tolgabide) (INN؛ کد توسعه SL-81.0142) دارویی است که توسط سانوفی به عنوان یک داروی ضد تشنج به ثبت رسیده است، اما هرگز به بازار عرضه نشد. این دارو یک آنالوگ پروگابید است و مانند آن به عنوان یک پیش‌داروی گابا عمل می‌کند و بنابراین به عنوان آگونیست غیرمستقیم گیرنده‌های گابا عمل می‌کند.